# Опалинский, Пётр из Опаленицы
Пётр Опалинский из Опаленицы (ум. 1506), хорунжий калишский (1477) и познанский (1478), генеральный староста великопольский (1480), судья земский познанский (1486—1487), каштелян лёндский (1503—1504).

## Биография
Представитель польского магнатского рода Опалинских герба «Лодзя». Старший сын каштеляна сантоцкого Петра из Бнины и Опаленицы (ум. 1469) и Маргариты из Гжини и Влошаковице (ум. ок. 1512).
Исполнял обязанности хорунжего калишского с 1477 года и познанского с 1478 года. В 1479—1480 годах — заместитель генерального старосты великопольского. В 1480 году Пётр Опалинский был назначен генеральным старостой великопольским.
В 1486—1487 годах — судья земский познанский, в 1503—1504 годах — каштелян лёндский и сборщик налогов в Познани (1503).

## Семья и дети
Был женат на Анне из Збоншиня (ум. ок. 1543), от брака с которой у него было пять сыновей и три дочери:
- Пётр Опалинский (ум. 1551), каштелян гнезненский (с 1535)
- Себастьян Опалинский (1485—1538), секретарь королевский, препозит познанский и калишский
- Ян Опалинский (ум. 1547), хорунжий познанский, кравчий коронный и подстолий краковский
- Лукаш Опалинский (ум. 1530)
- Мацей Опалинский (ум. 1541)
- Катарина Опалинская, жена каштеляна быдгощского Мацея Чарнковского (ок. 1488—1542)
- Анна Опалинская, жена Феликса Nieprackiego
- Магдалена Опалинская, жена Кшиштофа Зарембы (ум. 1550/1551)